# 江山為重
《江山為重》，又名《大清帝國》，是2002年拍攝製作的古装电视剧，本剧取材清朝雍正帝和乾隆帝的传说，2002年12月在中国大陆首播。故事发生在清朝雍正皇帝的统治时期。雍正的严酷政策导致广泛的不满，他手下的血滴子队暗杀政敌。宝亲王弘历微服私访江南。他躲过了阴谋夺取皇位的暗杀，发现了他令人震惊的出生之谜。他与计划刺杀雍正两个少女吕四娘和鱼娘相遇。

## 演员表
- 吴京 饰 弘历/ 乾隆帝/ 陈邦国
- 范冰冰 饰 吕四娘
- 陈艺 饰 富察氏
- 傅冲 饰 鱼娘
- 许还山 饰 康熙帝
- 刘冠雄 饰 雍正帝
- 杨洪武 饰 胤禵
- 魏宗万 饰 陈世倌
- 周贤珍 饰 陈夫人
- 李莉 饰 纽祜禄氏
- 娄宇健 饰 兆惠
- 韩韬 饰 张廷玉
- 白永成 饰 李卫
- 徐哲林 饰 庄有恭
- 过齐鸣 饰 紫虚道长
- 张进 饰 白发师太
- 秦裕乡 饰 内侍总管
- 楼振华 饰 老太监
- 蒋林静 饰 阿兰尔春